# Skala nasilenia duszności MRC
Skala nasilenia duszności MRC (Medical Research Council) – skala stosowana w medycynie w celu określania stopnia nasilenia duszności. Jest wykorzystywana w ocenie zaawansowania chorób płuc, np. przewlekłej obturacyjnej choroby płuc. 
| Stopień | Objawy |
| ------- | --- |
| 0       | Duszność występująca przy dużych wysiłkach.                                                               |
| 1       | Duszność występuje przy wchodzeniu na niewielkie wzniesienie lub przy szybkim marszu.                     |
| 2       | Pacjent musi się zatrzymywać do nabrania tchu, z powodu duszności chodzi wyraźnie wolniej od rówieśników. |
| 3       | Chory nie może przejść 100 m po płaskim terenie bez zatrzymania się celem nabrania oddechu.               |
| 4       | Duszność spoczynkowa, uniemożliwiająca choremu opuszczenie domu lub samodzielne ubranie się.              |